# دستمال جیبی
دستمال جیبی (به انگلیسی: Handkerchief) یک دستمال مربع شکل و نازک است که می‌تواند در جیب یا کیف دستی حمل شود، و معمولاً برای استفاده‌های شخصی و بهداشتی مانند پاک کردن دست یا صورت یا دمیدن بینی فرد به کار برده می‌شود. همچنین گاهی آن را به صورت تزئینی در جیب کت قرار می‌دهند.

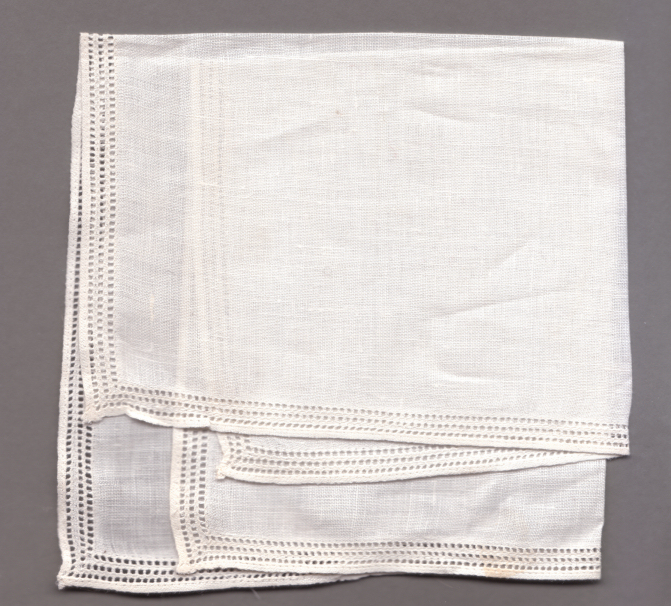
دستمال‌جیبی